# Smålandsstenar
Smålandsstenar is een plaats in de gemeente Gislaved in het landschap Småland en de provincie Jönköpings län in Zweden. De plaats heeft 4553 inwoners (2005) en een oppervlakte van 454 hectare.

## Verkeer en vervoer
Bij de plaats lopen de Riksväg 26 en Länsväg 153.
De plaats heeft een station aan de spoorlijn Halmstad - Nässjö.

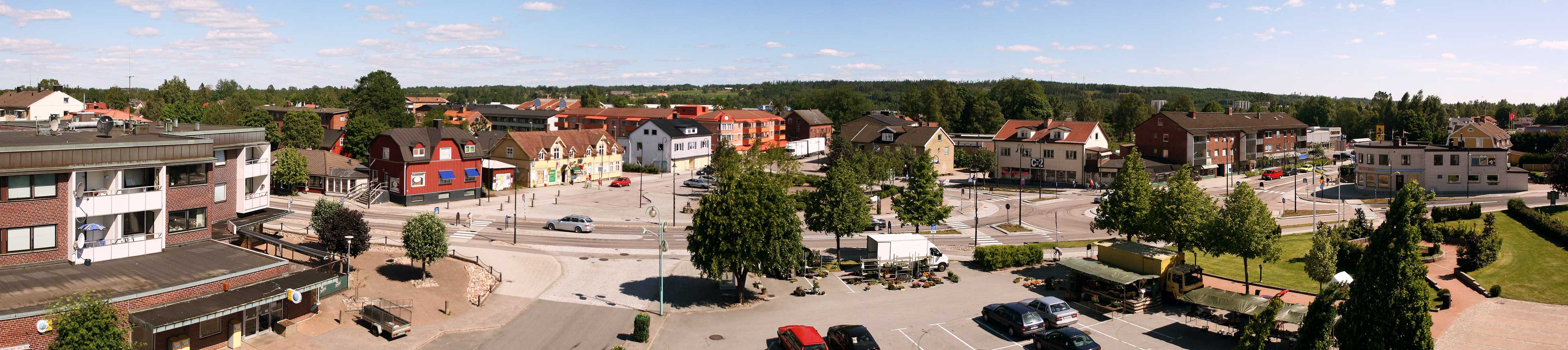
Centrum van Smålandsstenar